# تشارلز بورجوازي
تشارلز بورجوازي (بالإنجليزية: Charles Bourgeois)‏ هو سياسي كندي، ولد في 29 يوليو 1879 في تروا ريفيير في كندا، وتوفي في 15 مايو 1940. حزبياً، نشط في حزب كندا المحافظ. وقد انتخب عضو مجلس الشيوخ الكندي وانتخب عضو مجلس العموم الكندي.